# 노나투
노나또(포르투갈어: Raimundo Nonato de Lima Ribeiro, 1979년 7월 5일 ~ )는 브라질 출신의 축구 선수이다. K리그에서 2004년 대구 FC와 2005년 FC 서울에서 활약하였으며 K리그에 등록된 공식 한글 이름은 노나또이다.

## 클럽 경력
2004년 대구 FC에서 활약으로 2005년 FC 서울로 이적하였다.